# Gouvernement al-Kib
Conseil national de transition
Jibril Zeidan
Le Conseil exécutif libyen, dit gouvernement Abdel Rahim al-Kib, dirigé par son président Abdel Rahim al-Kib, est en fonction du 24 novembre 2011 au 14 novembre 2012.

## Composition
| Portefeuille                                                         | Ministre                     |
| -------------------------------------------------------------------- | ---------------------------- |
| Président du Conseil exécutif                                        | Abdel Rahim al-Kib           |
| Vice-président du Conseil exécutif                                   | Moustapha Abou Chagour       |
| Ministre des Affaires religieuses                                    | Hamza Abu Faris              |
| Ministre de la Justice                                               | Ali Ashour                   |
| Ministre des Communications et de la Technologie de l'information    | Anwar Fituri                 |
| Ministre du Travail                                                  | Mustafa Rugibani             |
| Ministre de la Santé                                                 | Fatima Hamroush              |
| Ministre de l'Intérieur                                              | Faouzi Abdelali              |
| Ministre de l'Énergie                                                | Awad Beroin                  |
| Ministre du Commerce                                                 | Taher Sharkasi               |
| Ministre de l'Éducation                                              | Sulaiman Sayeh               |
| Ministre des Affaires étrangères                                     | Ashour Bin Khayal            |
| Ministre de la Défense                                               | Osama al-Juwali              |
| Ministre du Plan                                                     | Isa Tuwaijri                 |
| Ministre des Affaires sociales                                       | Mabrouka Jibril              |
| Ministre du Pétrole                                                  | Abdulrahman Ben Yezza        |
| Ministre des Finances                                                | Hasan Zaglam                 |
| Ministre de l'Agriculture                                            | Abdul-Hamid Sulaiman BuFruja |
| Ministre de l'Industrie                                              | Mahmoud Fetais               |
| Ministre de la Recherche scientifique et de l'Enseignement supérieur | Naeem Gheriany               |
| Ministre de l'Investissement                                         | Ahmed Attiga                 |
| Ministre de la Culture et de la Société civile                       | Abdul Rahman Habil           |
| Ministre de l'Électricité                                            | Awad al-Baraasi              |
| Ministre des Martyrs                                                 | Ashraf bin Ismail            |
| Ministre du Gouvernement local                                       | Mohammad Hadi Hashemi Harari |
| Ministre de l'Habitat                                                | Ibrahim Alsagoatri           |
| Ministre des Transports                                              | Yousef Wahashi               |
| Ministre de la Jeunesse                                              | Fathi Terbil                 |
| Ministre de la Construction                                          | Ibrahim Eskutri              |

## Sources
- (en) Cet article est partiellement ou en totalité issu de l’article de Wikipédia en anglais intitulé « Cabinet of Libya » (voir la liste des auteurs).